# Halowe Mistrzostwa Czech w Lekkoatletyce 2008
Halowe Mistrzostwa Czech w Lekkoatletyce w 2008 – halowe zawody lekkoatletyczne organizowane przez Český atletický svaz, które odbyły się 23 i 24 lutego w Pradze.

## Rezultaty
| PB - rekord życiowy \| SB - najlepszy wynik w sezonie \| NR – halowy rekord kraju |

### Mężczyźni
| Konkurencja:              | 1. miejsce                                                      | Rezultat | 2. miejsce                                                                | Rezultat | 3. miejsce                                                         | Rezultat |
| Bieg na 60 m              | Jaroslav Šmotek                                                 | 6,77     | Ondřej Kozlovský                                                          | 6,81     | Ondřej Benda                                                       | 6,81     |
| Bieg na 200 m             | Jiří Vojtík                                                     | 21,05    | Petr Szetei                                                               | 21,28    | Jan Schiller                                                       | 21,58    |
| Bieg na 400 m             | Rudolf Götz                                                     | 47,00    | Josef Prorok                                                              | 47,37    | Filip Klvaňa                                                       | 47,95    |
| Bieg na 800 m             | Jakub Holuša                                                    | 1:49,23  | Jaroslav Růža                                                             | 1:50,28  | Miroslav Kaplan                                                    | 1:51,35  |
| Bieg na 1500 m            | Michal Šneberger                                                | 3:48,15  | Tomáš Bednář                                                              | 3:49,20  | Jan Pernica                                                        | 3:54,91  |
| Bieg na 3000 m            | Petr Mikulenka                                                  | 8:06,97  | František Zouhar                                                          | 8:20,98  | Kamil Krunka                                                       | 8:22,16  |
| Bieg na 60 m przez płotki | Stanislav Sajdok                                                | 7,65     | Petr Svoboda                                                              | 7,69     | Jan Čech                                                           | 7,83     |
| Sztafeta 4 × 400 m        | Slavia Praha Michal Uhlík Petr Habásko Josef Prorok Rudolf Götz | 3:13,82  | Hvězda Pardubice Miroslav Vinkler Tomáš Netolický Ivo Brýdl Martin Hrstka | 3:16,55  | Slavia Praha B Tomáš Pelc Tomáš Krupka Martin Čapek Daniel Němeček | 3:17,28  |
| Skok wzwyż                | Jaroslav Bába                                                   | 2,30     | Tomáš Janků                                                               | 2,24     | Stanislav Sajdok                                                   | 2,24     |
| Skok o tyczce             | Michal Balner                                                   | 5,37     | Jan Kudlička                                                              | 5,27     | Lukáš Bechyně                                                      | 5,17     |
| Skok w dal                | Roman Novotný                                                   | 7,69     | Štěpán Wagner                                                             | 7,64     | Milan Pírek                                                        | 7,38     |
| Trójskok                  | Roman Novotný                                                   | 15,24    | Martin Vachata                                                            | 14,86    | Ondřej Cais                                                        | 14,82    |
| Pchnięcie kulą            | Jan Tylče                                                       | 18,40    | Remigius Machura                                                          | 17,75    | Jan Marcell                                                        | 17,37    |
| Siedmiobój                | David Sazima                                                    | 5443     | Antonín Vácha                                                             | 5427     | Tomáš Nešvera                                                      | 5193     |

### Kobiety
| Konkurencja:              | 1. miejsce                                                              | Rezultat | 2. miejsce                                                                                    | Rezultat | 3. miejsce                                                                   | Rezultat |
| Bieg na 60 m              | Kateřina Čechová                                                        | 7,41     | Iveta Mazáčová                                                                                | 7,48     | Kristina Bažatová                                                            | 7,49     |
| Bieg na 200 m             | Kateřina Čechová                                                        | 24,04    | Kristina Bažatová                                                                             | 24,58    | Monika Táborská                                                              | 24,99    |
| Bieg na 400 m             | Zuzana Hejnová                                                          | 52,82    | Zuzana Bergrová                                                                               | 53,93    | Jitka Bartoničková                                                           | 54,69    |
| Bieg na 800 m             | Tereza Čapková                                                          | 2:07,62  | Tereza Šedivá                                                                                 | 2:07,77  | Dana Šatrová                                                                 | 2:09,42  |
| Bieg na 1500 m            | Marcela Lustigová                                                       | 4:28,17  | Lucie Sekanová                                                                                | 4:28,93  | Petra Ivanová                                                                | 4:34,56  |
| Bieg na 3000 m            | Petra Kamínková                                                         | 9:31,68  | Lucie Sekanová                                                                                | 9:35,48  | Lucie Sárová                                                                 | 9:40,56  |
| Bieg na 60 m przez płotki | Lucie Martincová                                                        | 8,14     | Petra Seidlová                                                                                | 8,25     | Jana Korešová                                                                | 8,33     |
| Sztafeta 4 × 400 m        | USK Praha Dana Šatrová Marcela Lustigová Lenka Švábíková Tereza Čapková | 3:47,81  | Hvězda Pardubice Kateřina Ulrichová Veronika Jelínková Marcela Vondřejcová Drahomíra Eidrnová | 3:50,37  | Olymp Praha Veronika Loužecká Petra Štěpánková Tereza Straková Tereza Šedivá | 3:50,85  |
| Skok wzwyż                | Iva Straková                                                            | 1,94     | Romana Dubnova                                                                                | 1,91     | Oldřiška Marešová                                                            | 1,74     |
| Skok o tyczce             | Pavla Rybová                                                            | 4,30     | Romana Maláčová                                                                               | 4,12     | Jiřina Ptáčníková                                                            | 4,02     |
| Skok w dal                | Jana Korešová                                                           | 6,31     | Kateřina Líbalová                                                                             | 6,12     | Martina Šestáková                                                            | 6,02     |
| Trójskok                  | Martina Šestáková                                                       | 13,66    | Iva Vedralová                                                                                 | 12,96    | Gabriela Vaculová                                                            | 12,72    |
| Pchnięcie kulą            | Jana Kárníková                                                          | 16,33    | Andrea Valešová                                                                               | 14,74    | Lenka Ledvinová                                                              | 14,64    |
| Pięciobój                 | Jana Korešová                                                           | 4321     | Eliška Klučinová                                                                              | 4019     | Kateřina Konvalinková                                                        | 3852     |